# Thomas Hearns
Thomas Hearns (Memphis, 18 ottobre 1958) è un ex pugile statunitense, noto per aver ottenuto il titolo mondiale per ben 8 volte.
Soprannominato "Motor City Cobra" oppure "Hitman", il suo fisico longilineo gli permise di combattere in numerose divisioni di peso. Nel 1987 divenne infatti il primo campione del mondo nella storia della boxe in quattro classi differenti: welter, superwelter, medi e mediomassimi. Un anno più tardi migliorò ulteriormente il suo stesso primato a cinque divisioni con la conquista del campionato dei supermedi.
Per il suo stile aggressivo e i numerosi riconoscimenti ottenuti all'interno del ring, è considerato uno dei più grandi pugili dell'era moderna. Divenne inoltre noto per gli spettacolari incontri con alcuni dei campioni a lui contemporanei, tra cui Sugar Ray Leonard, Roberto Durán e Marvin Hagler. Longilineo e dotato di notevole allungo, mantenne nei vari cambi di categoria la caratteristica di "picchiatore", che gli permise di infliggere alcuni KO storici, come quello a Roberto Durán nel 1984. La sua caratteristica di saper cambiare spesso l'angolo del suo jab diede alla tecnica il nome di flicker jab.
Fu eletto Fighter of the year (pugile dell'anno) dalla rivista statunitense Ring Magazine nel 1980 e nel 1984. La International Boxing Hall of Fame lo ha inoltre riconosciuto fra i più grandi pugili di ogni tempo.

## La carriera
Fino al 1977, ebbe un'attività amatoriale, con 155 vittorie e 8 sconfitte.  Nel 1977 iniziò la sua carriera professionistica, sotto la guida di Emanuel Steward. Ebbe l'onore di battere pugili del calibro di Pipino Cuevas, Wilfred Benítez, Virgil Hill, e nientemeno che Roberto Durán. Cuevas, campione del Mondo WBA per 4 anni, fu sconfitto nel 1980. In seguito Hearns difese il titolo contro Luis Primera (KO al 6º round), Randy Shields (12º) e Pablo Baez (4º). Ma nel 1981, dopo 32 vittorie (30 prima del limite) e nessuna sconfitta, arrivò la prima: fu Sugar Ray Leonard ad infliggergliela, in un match di riunificazione della corona WBA e WBC.
Nei superwelter, fu il primo pugile a mettere KO Roberto Duran, nel giugno 1984, in un drammatico match, e questo gli valse per la seconda volta il titolo di Pugile dell'Anno.
Nel 1985 il match contro Marvin Hagler fu durissimo. Hearns iniziò molto bene, ma alla terza ripresa subì un definitivo KO (Hearns nella 1ª ripresa aveva riportato una frattura della mano destra, ma aveva continuato il match). Nel 1986 sconfisse James Shuler alla prima ripresa. Il pugile statunitense morì pochi giorni dopo in un incidente stradale. Nel marzo 1987 sconfisse Roldan al 4º round, ottenendo il titolo di campione dei Medi WBC. Il 6 giugno 1988 fu però travolto dal possente Iran Barkley (sebbene quest'ultimo avesse avuto entrambe le arcate sopracciliari ferite nelle primissime battute) in sole 3 riprese, perdendo così il titolo WBC dopo 15 mesi.
Nel 1989 incontrò nuovamente, dopo 8 anni, Leonard. Stavolta era in gioco la riunificazione del titolo supermedi. Due atterramenti subiti da Leonard non evitarono il risultato di pareggio. Disputò altri 17 matches, in altrettanti anni, ma privi di significato. Vinse il titolo Medi WBA contro Virgil Hill il 3 giugno del 1991, ma poco dopo (20 marzo 1992) Barkley glielo soffiò. In entrambi i casi gli incontri si risolsero ai punti. La vittoria, sempre ai punti, contro Shannon Landberg il 4 febbraio 2006 segnò, ad ormai 48 anni, la fine della sua carriera. Si ritirò dalla boxe poco tempo dopo: aveva accumulato tra l'altro ben 20 vittorie ai danni di pugili che erano o sarebbero stati campioni mondiali.

## Risultati nel pugilato
| N. | Risultato | Record | Avversario           | Tipo | Round, tempo  | Data              | Località                                                   | Note                                                                                              |
| -- | --------- | ------ | -------------------- | ---- | ------------- | ----------------- | ---------------------------------------------------------- | ------------------------------------------------------------------------------------------------- |
| 67 | Vittoria  | 61–5–1 | Shannon Landberg     | TKO  | 10 (10), 1:35 | 4 febbraio 2006   | The Palace of Auburn Hills, Auburn Hills, Michigan, U.S.   |                                                                                                   |
| 66 | Vittoria  | 60–5–1 | John Long            | TKO  | 9 (10)        | 30 luglio 2005    | Cobo Arena, Detroit, Michigan, U.S.                        |                                                                                                   |
| 65 | Sconfitta | 59–5–1 | Uriah Grant          | RTD  | 3 (12), 3:00  | 8 aprile 2000     | Joe Louis Arena, Detroit, Michigan, U.S.                   | Perde titolo IBO pesi massimi leggeri                                                             |
| 64 | Vittoria  | 59–4–1 | Nate Miller          | UD   | 12            | 10 aprile 1999    | MEN Arena, Manchester, Inghilterra                         | Vince titolo vacante IBO dei pesi massimi leggeri                                                 |
| 63 | Vittoria  | 58–4–1 | Jay Snyder           | KO   | 1 (10), 1:28  | 6 novembre 1998   | Joe Louis Arena, Detroit, Michigan, U.S.                   |                                                                                                   |
| 62 | Vittoria  | 57–4–1 | Ed Dalton            | KO   | 5 (10), 2:47  | 31 gennaio 1997   | Great Western Forum, Inglewood, California, U.S.           |                                                                                                   |
| 61 | Vittoria  | 56–4–1 | Karl Willis          | KO   | 5 (10), 2:45  | 29 novembre 1996  | Civic Center, Roanoke, Virginia, U.S.                      |                                                                                                   |
| 60 | Vittoria  | 55–4–1 | Earl Butler          | UD   | 10            | 26 settembre 1995 | The Palace, Auburn Hills, Michigan, U.S.                   |                                                                                                   |
| 59 | Vittoria  | 54–4–1 | Lenny LaPaglia       | TKO  | 1 (12), 2:55  | 31 marzo 1995     | Detroit, Michigan, U.S.                                    | Vince titolo vacante WBU dei pesi massimi leggeri                                                 |
| 58 | Vittoria  | 53–4–1 | Freddie Delgado      | UD   | 12            | 19 febbraio 1994  | Coliseum, Charlotte, Carolina del Nord, U.S.               | Difende titolo NABF pesi massimi leggeri                                                          |
| 57 | Vittoria  | 52–4–1 | Dan Ward             | TKO  | 1 (12), 2:09  | 29 gennaio 1994   | MGM Grand Garden Arena, Paradise, Nevada, U.S.             | Vince titolo NABF dei pesi massimi leggeri                                                        |
| 56 | Vittoria  | 51–4–1 | Andrew Maynard       | TKO  | 1 (10), 2:34  | 6 novembre 1993   | Caesars Palace, Paradise, Nevada, U.S.                     |                                                                                                   |
| 55 | Sconfitta | 50–4–1 | Iran Barkley         | SD   | 12            | 20 marzo 1992     | Caesars Palace, Paradise, Nevada, U.S.                     | Perde titolo WBA dei pesi mediomassimi                                                            |
| 54 | Vittoria  | 50–3–1 | Virgil Hill          | UD   | 12            | 3 giugno 1991     | Caesars Palace, Paradise, Nevada, U.S.                     | Vince titolo WBA dei pesi mediomassimi                                                            |
| 53 | Vittoria  | 49–3–1 | Ken Atkins           | TKO  | 3 (10), 2:08  | 6 aprile 1991     | Aloha Stadium, Honolulu, Hawaii, U.S.                      |                                                                                                   |
| 52 | Vittoria  | 48–3–1 | Kemper Morton        | KO   | 2 (10), 2:02  | 11 febbraio 1991  | Great Western Forum, Inglewood, California, U.S.           |                                                                                                   |
| 51 | Vittoria  | 47–3–1 | Michael Olajide      | UD   | 12            | 28 aprile 1990    | Etess Arena, Atlantic City, New Jersey, U.S.               | Difende titolo WBO super dei pesi medi                                                            |
| 50 | Pareggio  | 46–3–1 | Sugar Ray Leonard    | SD   | 12            | 12 giugno 1989    | Caesars Palace, Paradise, Nevada, U.S.                     | Difende titolo WBO super pesi medi; Per il titolo WBC super dei pesi medi                         |
| 49 | Vittoria  | 46–3   | James Kinchen        | MD   | 12            | 4 novembre 1988   | Las Vegas Hilton, Winchester, Nevada, U.S.                 | Vittoria titolo NABF e WBO super dei pesi medi                                                    |
| 48 | Sconfitta | 45–3   | Iran Barkley         | TKO  | 3 (12), 2:39  | 6 giugno 1988     | Las Vegas Hilton, Winchester, Nevada, U.S.                 | Perde titolo WBC dei pesi medi                                                                    |
| 47 | Vittoria  | 45–2   | Juan Roldán          | KO   | 4 (12), 2:01  | 29 ottobre 1987   | Las Vegas Hilton, Winchester, Nevada, U.S.                 | Vince titolo vacante WBC dei pesi medi                                                            |
| 46 | Vittoria  | 44–2   | Dennis Andries       | TKO  | 10 (12), 1:26 | 7 marzo 1987      | Cobo Hall, Detroit, Michigan, U.S.                         | Vince titolo WBC dei pesi mediomassimi                                                            |
| 45 | Vittoria  | 43–2   | Doug DeWitt          | UD   | 12            | 17 ottobre 1986   | Cobo Arena, Detroit, Michigan, U.S.                        | Difende titolo NABF dei pesi medi                                                                 |
| 44 | Vittoria  | 42–2   | Mark Medal           | TKO  | 8 (12), 2:20  | 23 giugno 1986    | Caesars Palace, Paradise, Nevada, U.S.                     | Difende titoli WBC, The Ring, e Lineare dei pesi superwelter                                      |
| 43 | Vittoria  | 41–2   | James Shuler         | KO   | 1 (12), 1:13  | 10 marzo 1986     | Caesars Palace, Paradise, Nevada, U.S.                     | Vince titolo NABF dei pesi medi                                                                   |
| 42 | Sconfitta | 40–2   | Marvin Hagler        | TKO  | 3 (12), 1:52  | 15 aprile 1985    | Caesars Palace, Paradise, Nevada, U.S.                     | Per i titoli WBA, WBC, IBF, The Ring, e Lineare dei pesi medi                                     |
| 41 | Vittoria  | 40–1   | Fred Hutchings       | TKO  | 3 (15), {2:56 | 15 settembre 1984 | Civic Center, Saginaw, Michigan, U.S.                      | Difende titoli WBC, The Ring, e Lineare dei pesi superwelter                                      |
| 40 | Vittoria  | 39–1   | Roberto Durán        | TKO  | 2 (12), 1:05  | 15 giugno 1984    | Caesars Palace, Paradise, Nevada, U.S.                     | Difende titoli WBC e The Ring pesi superwelter; Vince titolo vacante Lineare dei pesi superwelter |
| 39 | Vittoria  | 38–1   | Luigi Minchillo      | UD   | 12            | 11 febbraio 1984  | Joe Louis Arena, Detroit, Michigan, U.S.                   | Difende titoli WBC e The Ring dei pesi superwelter                                                |
| 38 | Vittoria  | 37–1   | Murray Sutherland    | UD   | 10            | 10 luglio 1983    | Caesars Boardwalk Regency, Atlantic City, New Jersey, U.S. |                                                                                                   |
| 37 | Vittoria  | 36–1   | Wilfred Benítez      | MD   | 15            | 3 dicembre 1982   | Superdome, New Orleans, Louisiana, U.S.                    | Vince titolo WBC e titolo vacante The Ring dei pesi superwelter                                   |
| 36 | Vittoria  | 35–1   | Jeff McCracken       | TKO  | 8 (10), 1:29  | 25 luglio 1982    | Cobo Hall, Detroit, Michigan, U.S.                         |                                                                                                   |
| 35 | Vittoria  | 34–1   | Marcos Geraldo       | KO   | 1 (10), 1:48  | 27 febbraio 1982  | The Aladdin, Paradise, Nevada, U.S.                        |                                                                                                   |
| 34 | Vittoria  | 33–1   | Ernie Singletary     | UD   | 10            | 11 dicembre 1981  | Queen Elizabeth's Sports Centre, Nassau, Bahamas           |                                                                                                   |
| 33 | Sconfitta | 32–1   | Sugar Ray Leonard    | TKO  | 14 (15), 1:45 | 16 settembre 1981 | Caesars Palace, Paradise, Nevada, U.S.                     | Perde titolo WBA pesi welter; Per i titoli WBC, The Ring, Lineare dei pesi welter                 |
| 32 | Vittoria  | 32–0   | Pablo Baez           | TKO  | 4 (15), 2:10  | 25 giugno 1981    | Astrodome, Houston, Texas, U.S.                            | Difende titolo WBA dei pesi welter                                                                |
| 31 | Vittoria  | 31–0   | Randy Shields        | TKO  | 12 (15), 3:00 | 25 aprile 1981    | Veterans Memorial Coliseum, Phoenix, Arizona, U.S.         | Difende titolo WBA pesi welter                                                                    |
| 30 | Vittoria  | 30–0   | Luis Primera         | KO   | 6 (15), 2:00  | 6 dicembre 1980   | Joe Louis Arena, Detroit, Michigan, U.S.                   | Difende titolo WBA pesi welter                                                                    |
| 29 | Vittoria  | 29–0   | José Cuevas          | TKO  | 2 (15), 2:39  | 2 agosto 1980     | Joe Louis Arena, Detroit, Michigan, U.S.                   | Vince titolo WBA dei pesi welter                                                                  |
| 28 | Vittoria  | 28–0   | Eddie Gazo           | KO   | 1 (10), 2:41  | 3 maggio 1980     | Cobo Hall, Detroit, Michigan, U.S.                         |                                                                                                   |
| 27 | Vittoria  | 27–0   | Santiago Valdez      | TKO  | 1 (10), 2:56  | 31 marzo 1980     | Caesars Palace, Paradise, Nevada, U.S.                     |                                                                                                   |
| 26 | Vittoria  | 26–0   | Ángel Espada         | TKO  | 4 (12), 0:47  | 2 marzo 1980      | Joe Louis Arena, Detroit, Michigan, U.S.                   | Vince titolo vacante USBA dei pesi welter                                                         |
| 25 | Vittoria  | 25–0   | Jim Richards         | KO   | 3 (10), 2:27  | 3 febbraio 1980   | Caesars Palace, Paradise, Nevada, U.S.                     |                                                                                                   |
| 24 | Vittoria  | 24–0   | Mike Colbert         | UD   | 10            | 30 novembre 1979  | Superdome, New Orleans, Louisiana, U.S.                    |                                                                                                   |
| 23 | Vittoria  | 23–0   | Saensak Muangsurin   | TKO  | 3 (10), 2:31  | 18 ottobre 1979   | Olympia, Detroit, Michigan, U.S.                           |                                                                                                   |
| 22 | Vittoria  | 22–0   | José Figueroa        | KO   | 3 (10), 1:17  | 22 settembre 1979 | Sports Arena, Los Angeles, California, U.S.                |                                                                                                   |
| 21 | Vittoria  | 21–0   | Inocencio De la Rosa | RTD  | 2 (10)        | 23 agosto 1979    | Cobo Arena, Detroit, Michigan, U.S.                        |                                                                                                   |
| 20 | Vittoria  | 20–0   | Bruce Curry          | KO   | 3 (10), 2:59  | 28 giugno 1979    | Olympia, Detroit, Michigan, U.S.                           |                                                                                                   |
| 19 | Vittoria  | 19–0   | Harold Weston        | RTD  | 6 (12)        | 20 maggio 1979    | Dunes, Paradise, Nevada, U.S.                              |                                                                                                   |
| 18 | Vittoria  | 18–0   | Alfonso Hayman       | UD   | 10            | 3 aprile 1979     | Spectrum, Filadelfia, Pennsylvania, U.S.                   |                                                                                                   |
| 17 | Vittoria  | 17–0   | Segundo Murillo      | TKO  | 8 (10), 2:25  | 3 marzo 1979      | Olympia, Detroit, Michigan, U.S.                           |                                                                                                   |
| 16 | Vittoria  | 16–0   | Sammy Ruckard        | TKO  | 8             | 31 gennaio 1979   | Saginaw, Michigan, U.S.                                    |                                                                                                   |
| 15 | Vittoria  | 15–0   | Clyde Gray           | TKO  | 10 (10), 2:03 | 11 gennaio 1979   | Olympia, Detroit, Michigan, U.S.                           |                                                                                                   |
| 14 | Vittoria  | 14–0   | Rudy Barro           | KO   | 4 (10)        | 9 dicembre 1978   | Cobo Arena, Detroit, Michigan, U.S.                        |                                                                                                   |
| 13 | Vittoria  | 13–0   | Pedro Rojas          | TKO  | 1 (10), 1:09  | 26 ottobre 1978   | Olympia, Detroit, Michigan, U.S.                           |                                                                                                   |
| 12 | Vittoria  | 12–0   | Bruce Finch          | KO   | 3 (10), 2:01  | 7 settembre 1978  | Olympia, Detroit, Michigan, U.S.                           |                                                                                                   |
| 11 | Vittoria  | 11–0   | Eddie Marcelle       | KO   | 2, 2:59       | 3 agosto 1978     | Olympia, Detroit, Michigan, U.S.                           |                                                                                                   |
| 10 | Vittoria  | 10–0   | Raul Aguirre         | KO   | 2 (10, 2:08   | 20 luglio 1978    | Olympia, Detroit, Michigan, U.S.                           |                                                                                                   |
| 9  | Vittoria  | 9–0    | Jimmy Rothwell       | KO   | 1 (10), 1:49  | 8 giugno 1978     | Olympia, Detroit, Michigan, U.S.                           |                                                                                                   |
| 8  | Vittoria  | 8–0    | Tyrone Phelps        | TKO  | 3 (10), 2:08  | 31 marzo 1978     | Saginaw, Michigan, U.S.                                    |                                                                                                   |
| 7  | Vittoria  | 7–0    | Ray Fields           | TKO  | 2, 2:15       | 17 marzo 1978     | Cobo Arena, Detroit, Michigan, U.S.                        |                                                                                                   |
| 6  | Vittoria  | 6–0    | Billy Goodwin        | TKO  | 2, 1:18       | 17 febbraio 1978  | Civic Center, Saginaw, Michigan, U.S.                      |                                                                                                   |
| 5  | Vittoria  | 5–0    | Robert Adams         | TKO  | 3 (6), 2:45   | 10 febbraio 1978  | Olympia, Detroit, Michigan, U.S.                           |                                                                                                   |
| 4  | Vittoria  | 4–0    | Anthony House        | KO   | 2, 2:00       | 29 gennaio 1978   | Hyatt Regency, Knoxville, Tennessee, U.S.                  |                                                                                                   |
| 3  | Vittoria  | 3–0    | Willie Wren          | TKO  | 3 (6), 2:41   | 16 dicembre 1977  | Olympia, Detroit, Michigan, U.S.                           |                                                                                                   |
| 2  | Vittoria  | 2–0    | Jerry Strickland     | KO   | 3 (6), 1:27   | 7 dicembre 1977   | Hillcrest Country Club, Mount Clemens, Michigan, U.S.      |                                                                                                   |
| 1  | Vittoria  | 1–0    | Jerome Hill          | KO   | 2 (4), 1:59   | 25 novembre 1977  | Olympia, Detroit, Michigan, U.S.                           |                                                                                                   |